# Crunchy Black
Crunchy Black, właściwie Darnell Carlton (ur. 20 sierpnia 1974 w Indianie) – amerykański raper i tancerz z Memphis w stanie Tennessee.
Był członkiem hip-hopowej grupy Three 6 Mafia, do której należał do 2006 roku.

## Dyskografia

### Albumy studyjne
| Informacje o albumie                                                                                         |
| --- |
| From Me To You - Data wydania: 12 czerwca, 2007 - Pozycja: - RIAA certyfikacje: - Single:                    |
| On My Own - Data wydania: 19 września, 2006 - Pozycja: - US sprzedaż: 10,000+ - RIAA certyfikacje: - Single: |

### Razem z Three 6 Mafia
| Tytuł                                   | Informacje o albumie |
| --------------------------------------- | --- |
| Mystic Stylez                           | - Data wydania: 25 maja, 1995 - Pozycja: 59. R&B - RIAA certyfikacje: |
| Chapter 1: The End                      | - Data wydania: 3 grudnia, 1996 - Pozycja: 126. US Billboard 200, 42. R&B - RIAA certyfikacje: - Single: Where's da Bud, Late Nite Tip                                         |
| Chapter 2: World Domination             | - Data wydania: 4 listopada, 1997 - Pozycja: 40. US Billboard 200, 18. R&B - RIAA certyfikacje: Złoto - Single: Hit a Muthafucka, Late Nite Tip, Tear da Club up '97,          |
| When the Smoke Clears: Sixty 6, Sixty 1 | - Data wydania: 13 czerwca, 2000 - Pozycja: 6. US Billboard 200, 11. R&B - RIAA certyfikacje: Platyna - Single: Sippin' on Some Syrup, Weak Azz Bitch, Who Run It, Tongue Ring |
| Choices: The Album                      | - Data wydania: 28 sierpnia, 2001 - Pozycja: N/A - RIAA certyfikacje: Złoto - Single: Baby Mama, 2-Way Freak, Dis B**** Dat H**                                                |
| Da Unbreakables                         | - Data wydania: 1 lipca, 2003 - Pozycja: 4. US Billboard 200, 2. R&B - RIAA certyfikacje: Platyna - Single: Ridin Spinners, Testin My Gangsta, Ghetto Chick                    |
| Choices II: The Setup (DVD & CD)        | - Data wydania: 29 marca, 2005 - Pozycja: N/A - RIAA certyfikacje: - Single: Who I Is                                                                                          |
| Most Known Unknown                      | - Data wydania: 27 września, 2005 - Pozycja: 3. US Billboard 200, 1. R&B, 1. Rap - RIAA certyfikacje: Platyna - Single: Stay Fly, Poppin' My Collar, Side 2 Side               |

### Dj Free Lunch
| Informacje o albumie                         |                                                                               |
| -------------------------------------------- | ----------------------------------------------------------------------------- |
| Body Parts                                   | Prophet Posse - Data wydania: 1998 - Pozycja: N/A - RIAA certyfikacje:        |
| Three 6 Mafia Presents: Hypnotize Camp Posse | Hypnotize Camp Posse - Data wydania: 2000 - Pozycja: N/A - RIAA certyfikacje: |

### Składanki
| Informacje o albumie                 |                                                                                              |
| ------------------------------------ | -------------------------------------------------------------------------------------------- |
| Underground Vol. 1: (1991-1994)      | - Data wydania: 2 marca, 1999 - Pozycja: N/A - RIAA certyfikacje: N/A                        |
| Underground Vol. 2: Club Memphis     | - Data wydania: 24 sierpnia, 1999 - Pozycja: N/A - RIAA certyfikacje: N/A                    |
| Underground Vol. 3: Kings of Memphis | - Data wydania: 31 października, 2000 - Pozycja: N/A - RIAA certyfikacje: N/A                |
| Most Known Hits                      | - Data wydania: 15 listopada, 2005 - Pozycja: 154. US Billboard 200 - RIAA certyfikacje: N/A |
| Smoked Out Music Greatest Hits       | - Data wydania: 6 października, 2006 - Pozycja: N/A - RIAA certyfikacje: N/A                 |
| Prophet's Greatest Hits              | - Data wydania: 6 lutego, 2007 - Pozycja: N/A - RIAA certyfikacje: N/A                       |